# Jacques Raymond Brascassat

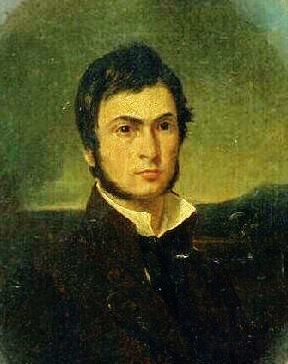
Jacques Raymond Brascassat.

Jacques Raymond Brascassat, född 30 augusti 1804 och död 28 februari 1867, var en fransk konstnär.
Brascassat ägande sig först åt landskapskonsten men övergick på 1830-talet till djurmåleriet, där hans arbeten fick stor popularitet. Bland hans verk märks Tjurstrid, Ko överfallen av vargar med flera.